# Gmina Avannaata
Gmina Avannaata (gren. Avannaata Kommunia) – jedna z gmin Grenlandii. Obejmuje północno-zachodnią część wyspy. Od południa graniczy z gminą Qeqertalik, od południowego wschodu z gminą Sermersooq, od wschodu z Parkiem Narodowym Grenlandii, a od zachodu z bazą kosmiczną Pituffik. Siedzibą i największym miastem gminy jest Ilulissat. Burmistrzem gminy jest Palle Jerimiassen.
Gmina powstała 1 stycznia 2018 po podziale gminy Qaasuitsup. W pozostałej, południowej części dawnej gminy utworzono gminę Qeqertalik.

## Podział administracyjny
Gmina Avannaata jest podzielona na cztery dystrykty:
- Qaanaaq ⇒ (Qaanaaq, Savissivik, Siorapaluk, Qeqertat)
- Upernavik ⇒ (Upernavik, Upernavik Kujalleq, Kangersuatsiaq, Aappilattoq, Tasiusaq, Nuussuaq, Kullorsuaq, Naajaat, Innaarsuit, Nutaarmiut, Ikerasaarsuk(inne języki))
- Uummannaq ⇒ (Uummannaq, Niaqornat, Qaarsut, Ikerasak, Saattut, Ukkusissat, Nuugaatsiaq[a][11], Illorsuit[b][11])
- Ilulissat ⇒ (Ilulissat, Oqaatsut, Qeqertaq, Saqqaq, Ilimanaq)

## Demografia
Według stanu na 1 stycznia 2023, populacja gminy Avannaata wynosi 10 920 – jest drugą największą gminą Grenlandii po gminie Sermersooq.
| Rok  | Mężczyźni | Kobiety | Łącznie |
| ---- | --------- | ------- | ------- |
| 2018 | 5 570     | 5 014   | 10 584  |
| 2019 | 5 564     | 4 958   | 10 522  |
| 2020 | 5 659     | 5 067   | 10 726  |
| 2021 | 5 715     | 5 105   | 10 820  |
| 2022 | 5 761     | 5 147   | 10 908  |
| 2023 | 5 777     | 5 143   | 10 920  |